# Agropecuária na China

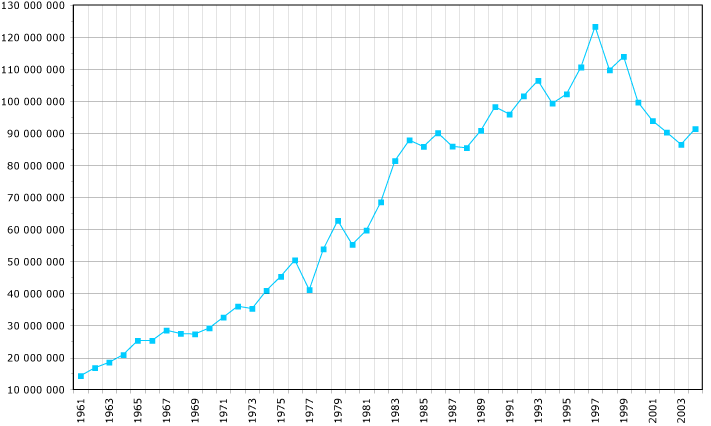
A produção de trigo entre 1961 e 2004, dados do FAO em 2005. Produção em toneladas.

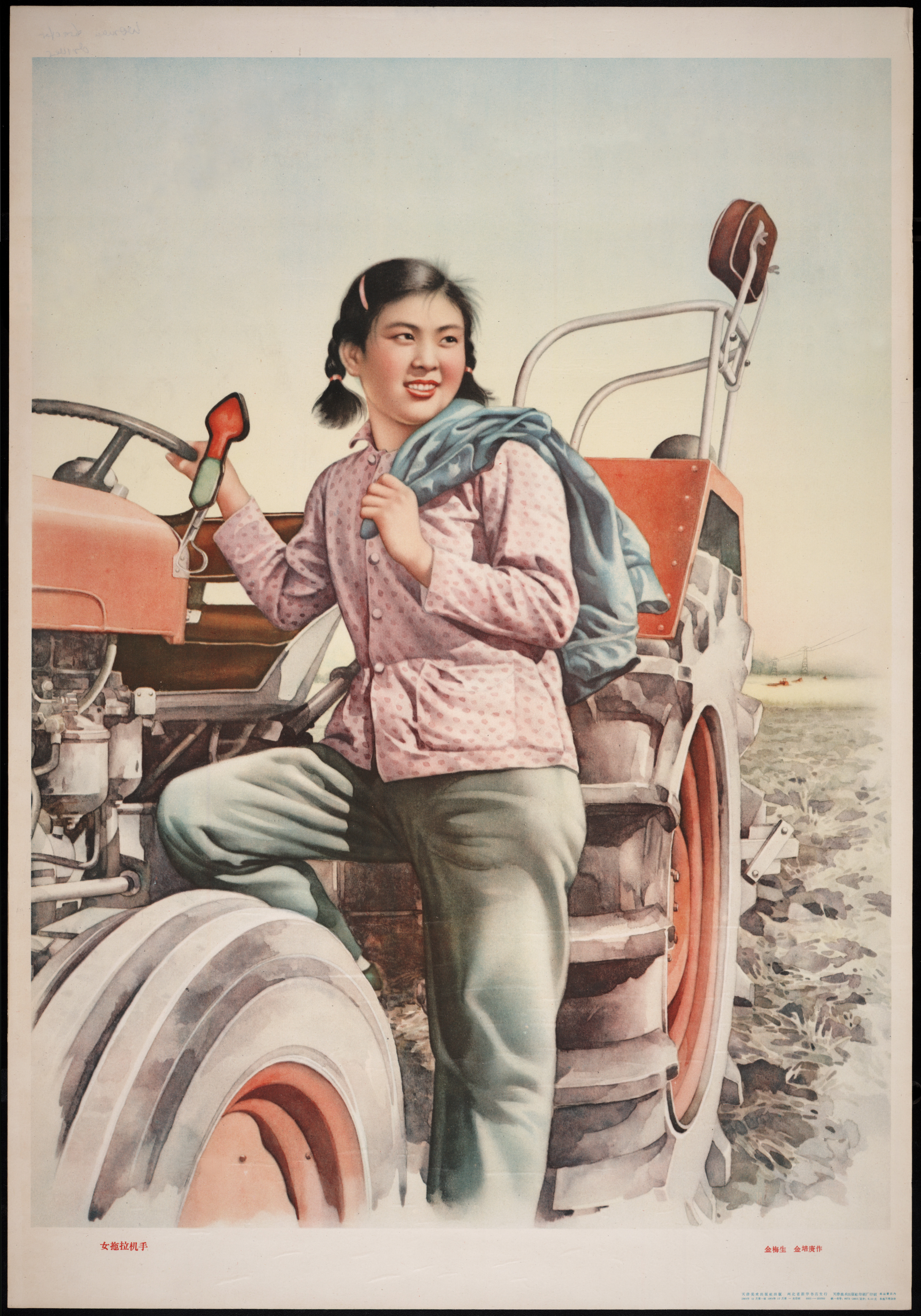
Cartaz do período da mecanização agrícola.

A República Popular da China é o país mais populoso do mundo e um dos maiores produtores e consumidores de produtos agrícolas. De acordo com o Programa Mundial para Alimentação das Nações Unidas, em 2003, a China tem quase 20% da população terrestre, mas tem somente 7% das terras aráveis disponíveis mundialmente. A China é a maior produtora de produtos agrícolas do mundo, e como resultado de fatores climáticos e topográficos, apenas 10 a 25% do território chinês é adequado para o cultivo. Disto, pouco mais da metade não está irrigada, e o restante está grosseiramente dividido entre arrozais e áreas irrigadas. Todavia, cerca de 45% da população vive em áreas rurais, e até a década de 1980, a maioria destes vivia diretamente da agricultura. Desde então, muitos têm sido encorajados a deixar a agricultura para procurar outras atividades, tais como a manufaturação leve, o comércio e o transporte. Em meados da década de 1980, a produção agrícola representava menos da metade de toda a produção agropecuário. Atualmente, a agricultura colabora com menos de 13% do PIB chinês.
A qualidade do solo varia. Problemas ambientais, tais como enchentes, estiagens e erosão são uma séria ameaça em várias partes do país. A grande destruição das florestas deu lugar a um energético programa de reflorestamento, que provou-se ser inadequado, e os recursos florestais são ainda razoavelmente limitados. As principais florestas são encontradas nas Montanhas Qinling, nas montanhas centrais e no planalto de Sichuan-Yunnan. Devido a sua inacessibilidade, as florestas de Qiling não são exploradas extensivamente, e boa parte dos recursos madeireiros do país vem de Heilongjiang, Jilin, Sichuan e de Yunnan.

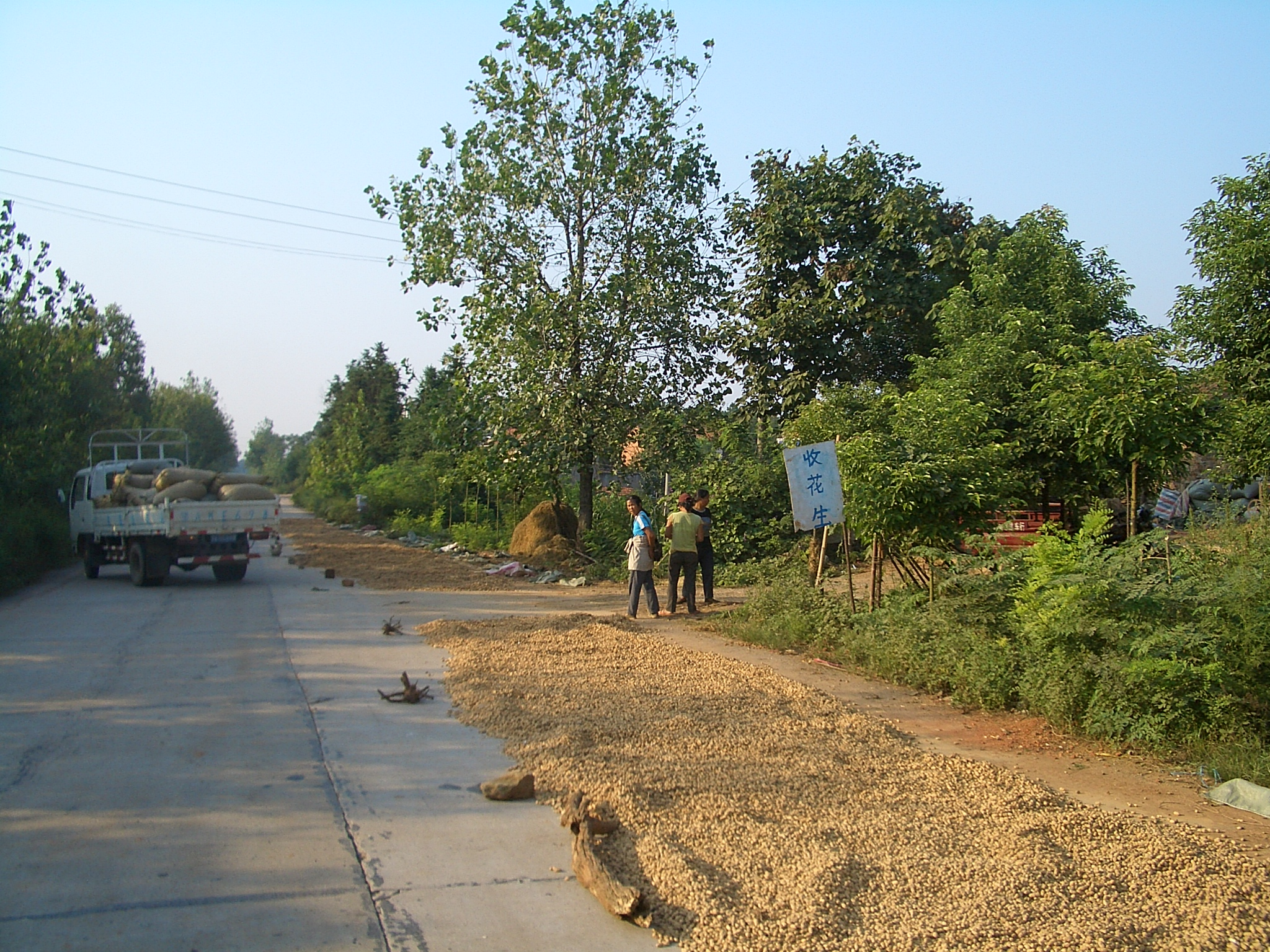
Colheita de amendoim no Distrito de Jiangxia, Hubei.

Cerca de 45% da força de trabalho da China está empregada na agricultura. Há cerca de 300 milhões de trabalhadores do campo - a maioria trabalha em pequenos minifúndios. Todas as terras aráveis são usadas virtualmente para as plantações de alimentos. A China é a maior produtora de arroz e está entre os maiores produtores de trigo, milho, tabaco, soja, amendoim, algodão, batata, sorgo, chá, milhete, cevada, óleo vegetal, carne suína e peixe. Grandes plantações de produtos não-alimentícios, tais como o algodão, e outras fibras, e o óleo vegetal, abastecem a China juntamente com reservas do comércio internacional. Produtos agrícolas, tais como vegetais, frutas e grãos e seus derivados, além de peixes e frutos do mar, e carnes e seus derivados, são exportados para Hong Kong. A produção é rentável por causa do cultivo intensivo de suas terras aráveis. Por exemplo, as áreas aráveis chinesas são 25% menor do que as áreas aráveis dos Estados Unidos, mas produzem 30% de produtos agrícolas a mais do que todo os Estados Unidos. A China espera aumentar ainda mais a sua produção agrícola por meio de maiores estoques, de fertilizantes e de tecnologia.
Embora os lucros na agricultura tenham continuado a crescer nas duas últimas décadas, o crescimento agrícola tem crescido a um ritmo menor do que o crescimento do número de pessoas que vivem na cidade, levando a uma maior diferença no nível de riqueza entre as áreas urbanas e o interior. As políticas governamentais que têm enfatizado a autossuficiência de grãos e o fato dos fazendeiros não possuírem suas terras - não podem comprar ou vender - contribuíram para esta situação. Além disso, a infraestrutura inadequada dos portos, a falta de um sistema de armazenagem e a sua infraestrutura estagnada impedem o comércio nacional e internacional pleno.

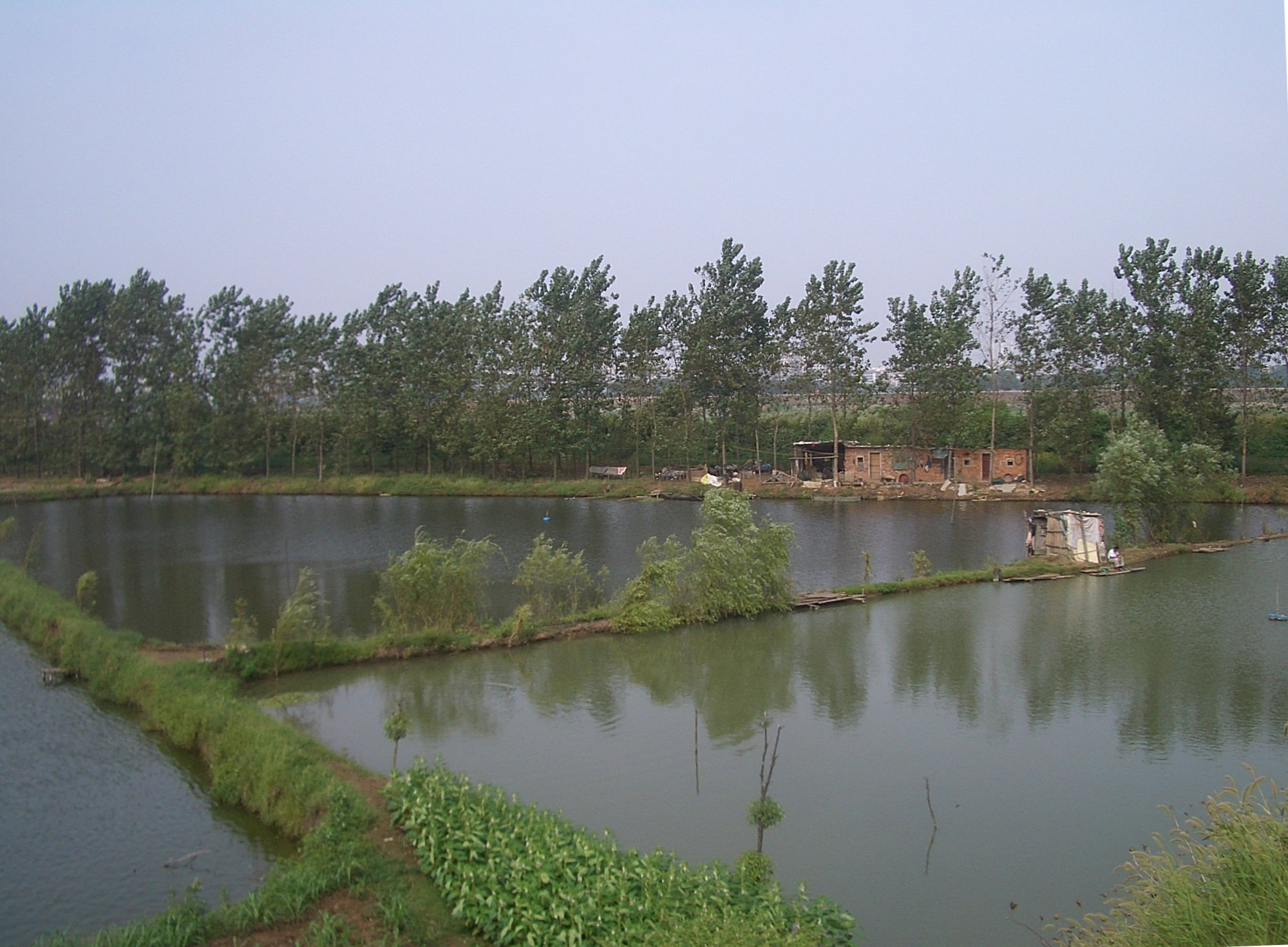
Tanques de peixes em Daye, Hubei.

A China Ocidental, que compreende o Tibete, Xinjiang e Qinghai, tem pouca participação na agropecuária, exceto na floricultura e na pecuária. O arroz, o principal produto agrícola da China, é dominante nas províncias do Sul da China, muitas das quais têm duas colheitas ao ano. No norte, o trigo é de suma importância, enquanto que na China Central, o trigo e arroz são os principais produtos agrícolas. Milhete e kaoliang (uma variedade de sorgo) são cultivados principalmente no nordeste do país e em algumas províncias centrais, que juntamente com algumas áreas do Norte da China, também provêm quantidades consideráveis de cevada. A maior parte das plentações de soja estão concentradas no norte e no nordeste chinês. O milho é plantado no norte e na região central, enquanto que as plantações de várias variedades de chá estão nas áreas montanhosas do Sudeste da China. A maior parte das plantações de algodão estão na região central da China, mas também é encontrado nas regiões sudeste e norte do país. O tabaco vem da região central e do sul da China. Outros importantes produtos agrícolas chineses são batatas, beterraba para a produção de açúcar, e óleo vegetal.
Há ainda escassez da agricultura mecanizada, especialmente de máquinas agrícolas avançadas. A maior parte dos camponeses e dos fazendeiros ainda é dependente de implementos agrícolas não-mecanizados. Tem-se feito um bom processo no aumento da conservação da água, e cerca de metade das áreas cultivadas são irrigadas artificialmente. A pecuária constitui o segundo mais importante produto agropecuário da China. A China é a maior produtora de carne suína, de frangos e de ovos do mundo. O país também tem criações consideráveis de carneiros e de gado. Desde a metade da década de 1970, o governo chinês tem dado ênfase no aumento da produção de gado. A China tem uma longa tradição na pesca de peixes de água salgada e doce, além da piscicultura. Tanques para a criação de peixes sempre foram importantes para a economia, e a sua utilização está sendo incentivada para fornecer peixes para peixarias de regiões costeiras e do interior, que estão sendo ameaçadas pela sobrepesca, além de prover mercadorias valiosas para exportação, tais como o lagostim.
Em 2018, a China:
- Foi o 2.º maior produtor mundial de milho (257,1 milhões de toneladas), perdendo somente para os EUA;
- Foi o maior produtor mundial de arroz (212,1 milhões de toneladas);
- Foi o maior produtor mundial de trigo (131,4 milhões de toneladas);
- Foi o 3.º maior produtor mundial de cana-de-açúcar (108 milhões de toneladas), perdendo somente para Brasil e Índia;
- Foi o maior produtor mundial de batata (90,2 milhões de toneladas);
- Foi o maior produtor mundial de melancia (62,8 milhões de toneladas);
- Foi o maior produtor mundial de tomate (61,5 milhões de toneladas);
- Foi o maior produtor mundial de pepino/picles (56,2 milhões de toneladas);
- Foi o maior produtor mundial de batata doce (53,0 milhões de toneladas);
- Foi o maior produtor mundial de maçã (39,2 milhões de toneladas);
- Foi o maior produtor mundial de beringela (34,1 milhões de toneladas);
- Foi o maior produtor mundial de repolho (33,1 milhões de toneladas);
- Foi o maior produtor mundial de cebola (24,7 milhões de toneladas);
- Foi o maior produtor mundial de espinafre (23,8 milhões de toneladas);
- Foi o maior produtor mundial de alho (22,2 milhões de toneladas);
- Foi o maior produtor mundial de vagem (19,9 milhões de toneladas);
- Foi o maior produtor mundial de tangerina (19,0 milhões de toneladas);
- Foi o maior produtor mundial de cenoura (17,9 milhões de toneladas);
- Foi o 3.º maior produtor mundial de algodão (17,7 milhões de toneladas), perdendo somente para Índia e EUA;
- Foi o maior produtor mundial de amendoim (17,3 milhões de toneladas);
- Foi o maior produtor mundial de pera (16,0 milhões de toneladas);
- Foi o 4.º maior produtor mundial de soja (14,1 milhões de toneladas), perdendo para EUA, Brasil e Argentina;
- Foi o maior produtor mundial de uva (13,3 milhões de toneladas);
- Foi o 2.º maior produtor mundial de colza (13,2 milhões de toneladas), perdendo somente para o Canadá;
- Foi o maior produtor mundial de ervilha (12,9 milhões de toneladas);
- Foi o maior produtor mundial de melão (12,7 milhões de toneladas);
- Foi o 8.º maior produtor mundial de beterraba (12 milhões de toneladas), que serve para produzir açúcar e etanol;
- Foi o 2.º maior produtor mundial de banana (11,2 milhões de toneladas), perdendo somente para a Índia;
- Foi o maior produtor mundial de couve-flor e brócolis (10,6 milhões de toneladas);
- Foi o 2.º maior produtor mundial de laranja (9,1 milhões de toneladas), perdendo somente para o Brasil;
- Foi o maior produtor mundial de abóbora (8,1 milhões de toneladas);
- Foi o maior produtor mundial de aspargo (7,9 milhões de toneladas);
- Foi o maior produtor mundial de ameixa (6,7 milhões de toneladas);
- Foi o maior produtor mundial de cogumelo e trufa (6,6 milhões de toneladas);
- Foi o maior produtor mundial de grapefruit (4,9 milhões de toneladas);
- Foi o 15.º maior produtor mundial de mandioca (4,9 milhões de toneladas);
- Foi o 2.º maior produtor mundial de manga (incluindo mangostim e goiaba) (4,8 milhões de toneladas), perdendo somente para a Índia;
- Foi o maior produtor mundial de caqui (3,0 milhões de toneladas);
- Foi o maior produtor mundial de morango (2,9 milhões de toneladas);
- Foi o maior produtor mundial de chá (2,6 milhões de toneladas);
- Produziu 2,5 milhões de toneladas de girassol;
- Foi o 3.º maior produtor mundial de limão (2,4 milhões de toneladas), perdendo somente para Índia e México;
- Foi o maior produtor mundial de tabaco (2,2 milhões de toneladas);
- Foi o 8.º maior produtor mundial de sorgo (2,1 milhões de toneladas);
- Foi o maior produtor mundial de kiwi (2,0 milhões de toneladas);
- Foi o maior produtor mundial de castanha (1,9 milhões de toneladas);
- Produziu 1,9 milhão de toneladas de taioba;
- Produziu 1,8 milhão de toneladas de feijão-fava;
- Foi o 3.º maior produtor mundial de milhete (1,5 milhão de toneladas), perdendo somente para Índia e Níger;
- Foi o 8.º maior produtor mundial de abacaxi (1,5 milhão de toneladas);
- Produziu 1,4 milhão de toneladas de cevada;
- Foi o maior produtor mundial de trigo-sarraceno (1,1 milhões de toneladas);
- Foi o 6.º maior produtor mundial de aveia (1 milhão de toneladas);
- Foi o 4.º maior produtor mundial de centeio (1 milhão de toneladas), perdendo somente para Alemanha, Polônia e Rússia;
- Produziu 1 milhão de toneladas de Tallow Tree;

Além de produções menores de outros produtos agrícolas.
Na pecuária, a China foi, em 2019, o maior produtor mundial de carne suína, com uma produção de 42,5 milhões de toneladas; o 2.º maior produtor mundial de carne de frango, com uma produção de 14,4 milhões de toneladas; o 3.º maior produtor mundial de carne bovina, com uma produção de 5,9 milhões de toneladas; o 5.º maior produtor mundial de leite de vaca, com uma produção de 32 bilhões de litros; o maior produtor mundial de mel, com uma produção de 444,1 mil toneladas, entre outros.